# CA Montrouge

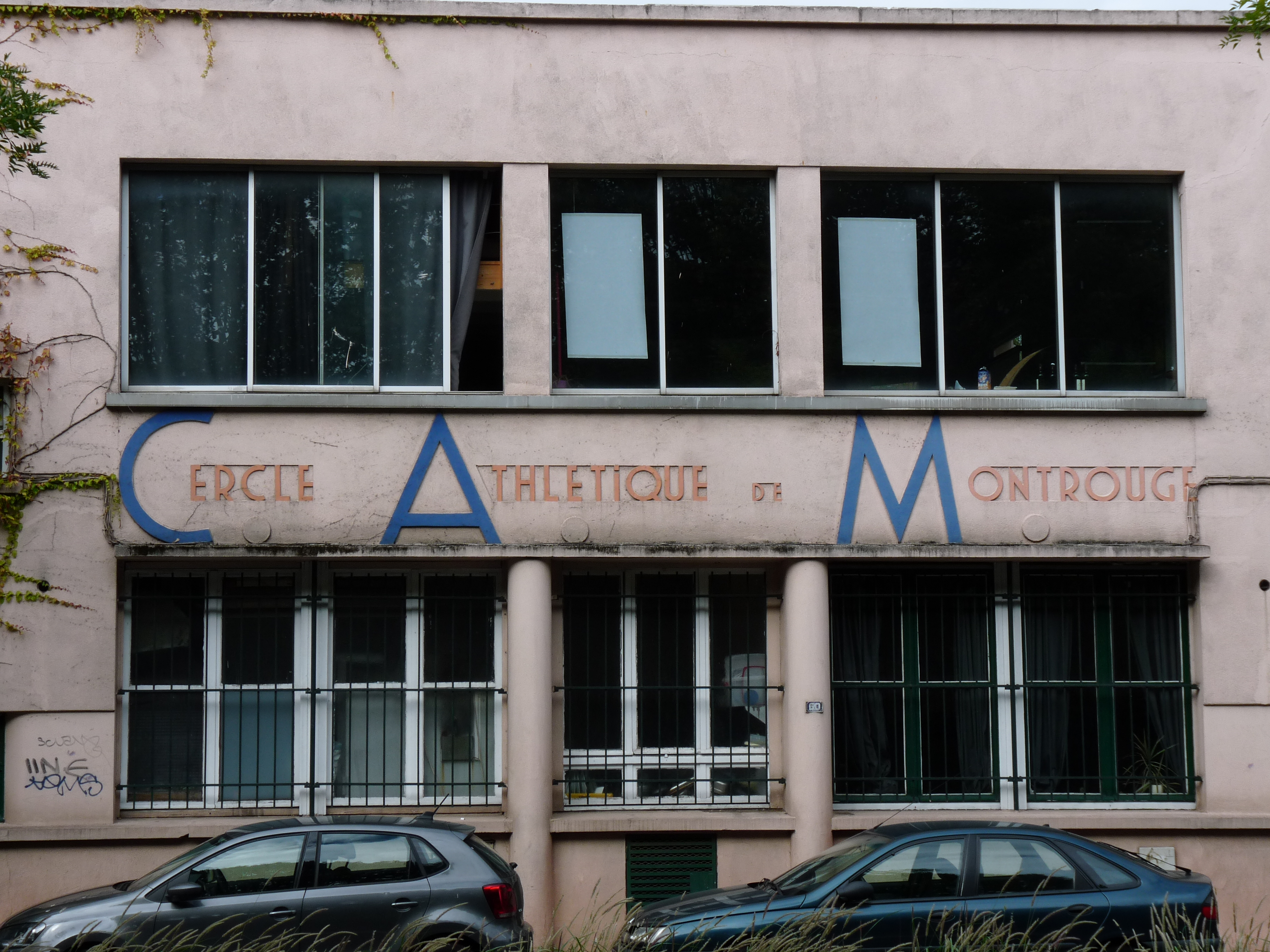
Clubgebouw

CA Montrouge is een Franse omnisportclub uit Montrouge met een tennis-, handbal-, voetbal-, hockey- en bridgeafdeling.

## Hockeyafdeling
De hockeyafdeling, in 1928 opgericht, speelt bij de mannen en de vrouwen in de hoogste Franse divisie en nam in het seizoen 2009/10 deel aan de Euro Hockey League.

### Erelijst

#### Heren
- EuroHockey Cup Winners Trophy: 1995
- Élite: 1998, 2002, 2004, 2010, 2011

#### Dames
- Élite: 2010

## Voetbalafdeling
In het seizoen 1923/24 reikte de club tot de 1/32 finale van de Coupe de France 1923/24 waar het door RC Roubaix werd uitgeschakeld.